# Rio Susitna
O rio Susitna (em ahtna: Sasutna’; em dena’ina: Susitnu) é um rio com cerca de 504 quilômetros de extensão, localizado na região centro-sul do Alasca, nos Estados Unidos. Trata-se do 15.º maior rio do país em volume médio de vazão na foz. Estende-se desde a geleira Susitna até o braço Knik Arm da Enseada de Cook.

## História
O nome do rio foi atribuído pelo povo indígena Dena’ina, significando "rio arenoso" (Susitnu). O primeiro relato conhecido de exploração do rio por não indígenas remonta a 1834, feito por um "crioulo indígena chamado Malakov". Acredita-se que o nome tenha sido registrado por exploradores russos à época, aparecendo na carta náutica n.º 1378 de 1847 do Departamento de Hidrografia Russo como Река Сушитна (R(eka) Sušitna, isto é, "rio Sushitna"). A grafia atual do nome foi modificada posteriormente, possivelmente por razões eufemísticas.
O censo dos Estados Unidos de 1890 relatou que a aldeia de Susitna Village, situada na margem leste do rio, abrigava 146 indígenas do grupo Kenai e 27 casas.

## Descrição
O rio Susitna nasce na geleira Susitna, situada no monte Hayes, dentro da cordilheira do Alasca, e corre em direção sudoeste até desaguar na Enseada de Cook, aproximadamente 40 quilômetros a oeste de Anchorage.
Diversos rios afluem ao Susitna, entre eles os braços Leste e Oeste do próprio rio. O rio Little Susitna constitui um sistema fluvial separado, que também deságua na Enseada de Cook, do outro lado das planícies de Susitna.
Junto ao rio Matanuska, o Susitna drena o extenso vale de Matanuska-Susitna, localizado ao sul da cordilheira do Alasca.
Seguindo um curso sinuoso, o rio flui rumo sudoeste até a localidade de Curry, depois toma direção sul ao longo do lado oeste das montanhas Talkeetna, passando por Talkeetna, pela confluência com o rio Chulitna e pela vila de Susitna, até atingir sua foz na Enseada de Cook. Recebe o rio Yentna pela margem direita, cerca de 8 quilômetros ao norte da vila de Susitna.
É navegável por aproximadamente 137 quilômetros desde sua foz até Talkeetna. Um de seus afluentes de cabeceira, o riacho Valdez, é notável por ter sido palco de intensa mineração de ouro em 1903.
O Susitna é considerado um dos principais rios de pesca esportiva da região centro-sul do Alasca, com significativas populações migratórias de salmão-rei e salmão-prateado, além de espécies residentes como grayling ártico, Lota-do-rio e truta-arco-íris. Por estar em uma área sem estradas, o acesso ao rio é feito por barcos motorizados ou hidroaviões.
O Distrito de Matanuska-Susitna detém a posse de grande parte das margens dos rios Susitna e Deshka. O uso recreativo intenso durante o verão tem causado erosão nas margens e perda da vegetação ribeirinha, especialmente nos trechos inferiores do rio Deshka. Em 2002, um projeto de restauração mitigou parte dos danos, mas o distrito ainda carece de regulamentação ou capacidade de fiscalização para evitar impactos futuros.

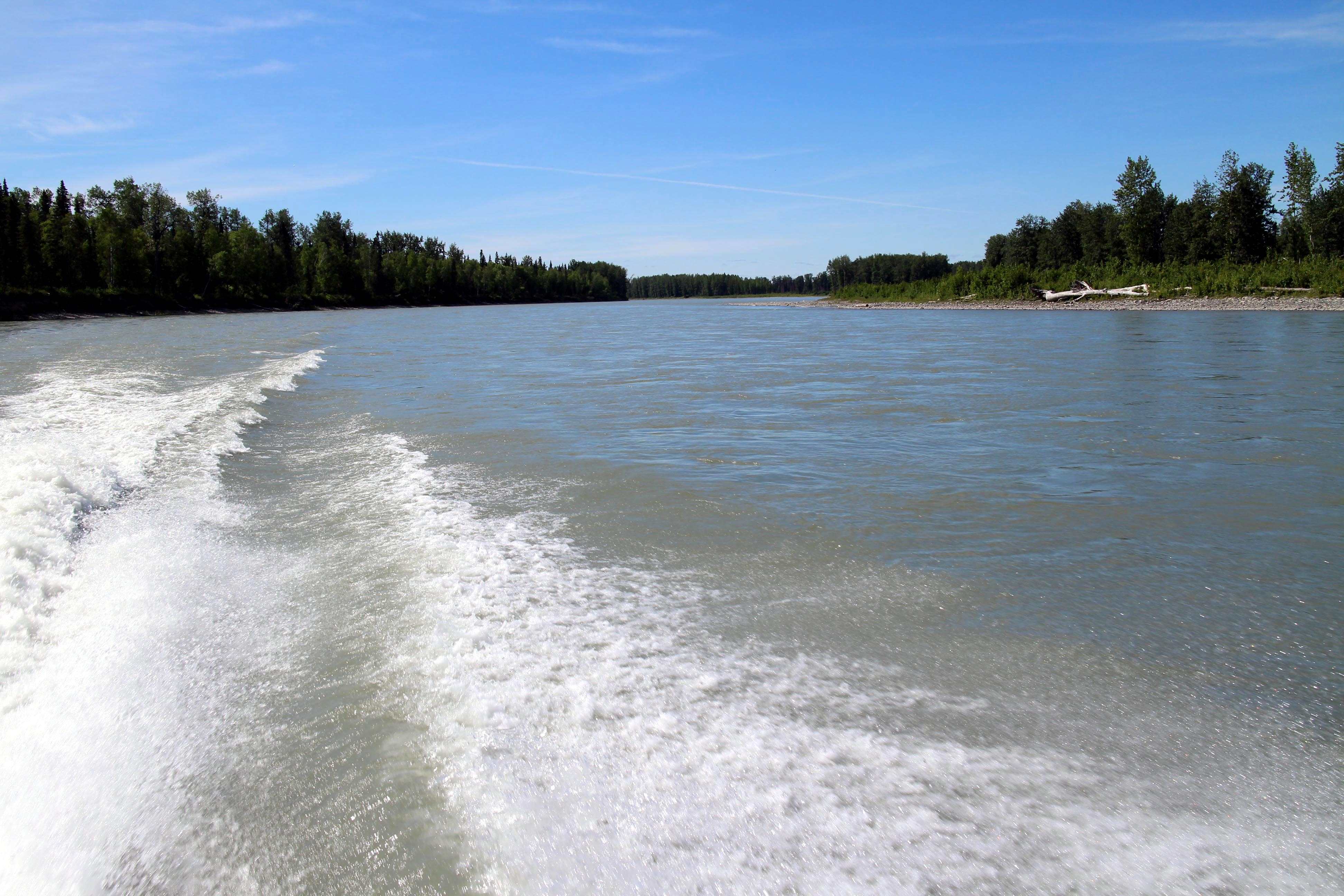
Rio Susitna próximo a Talkeetna, em junho de 2015.

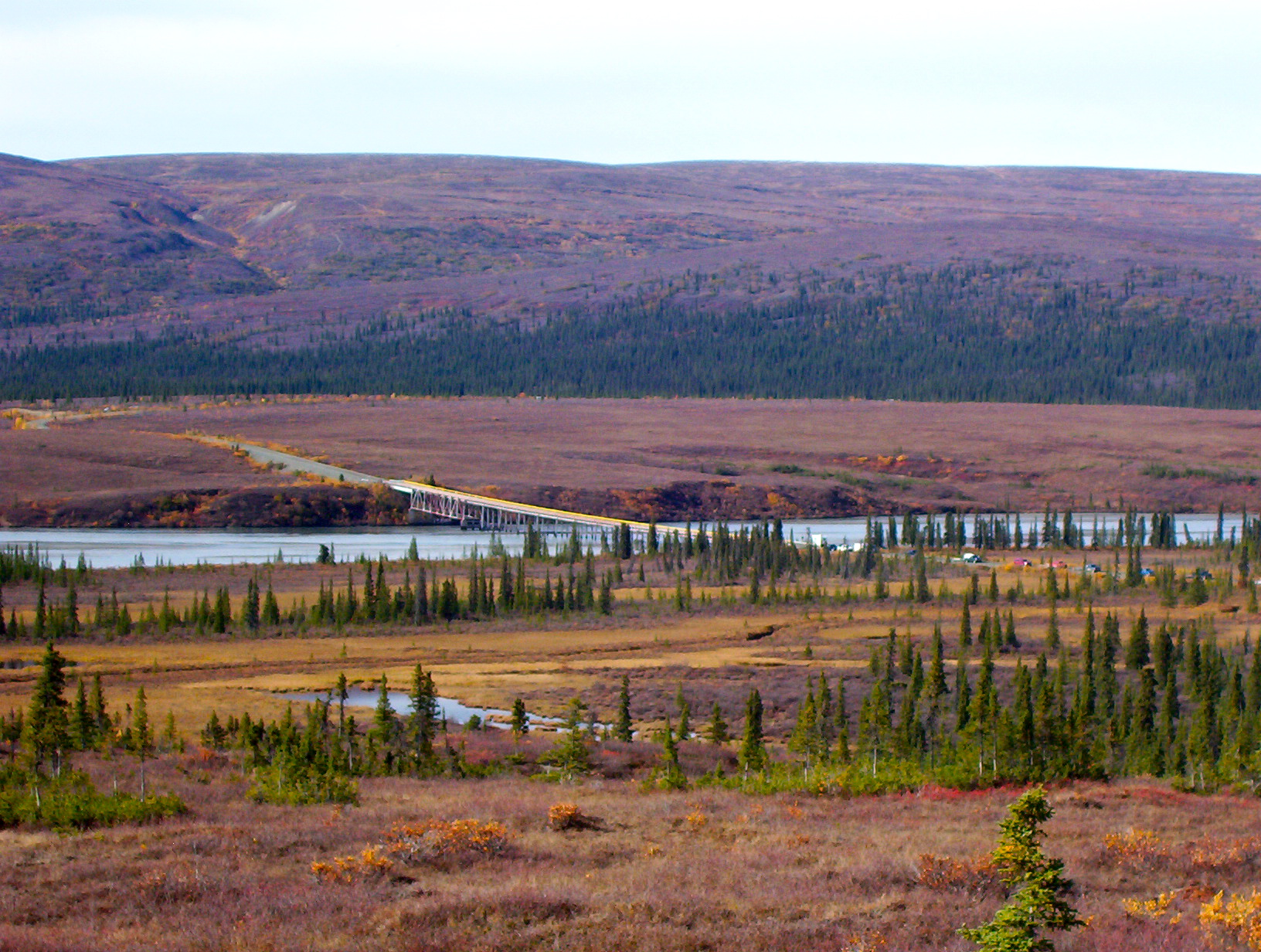
A Rodovia Denali cruza o alto rio Susitna.

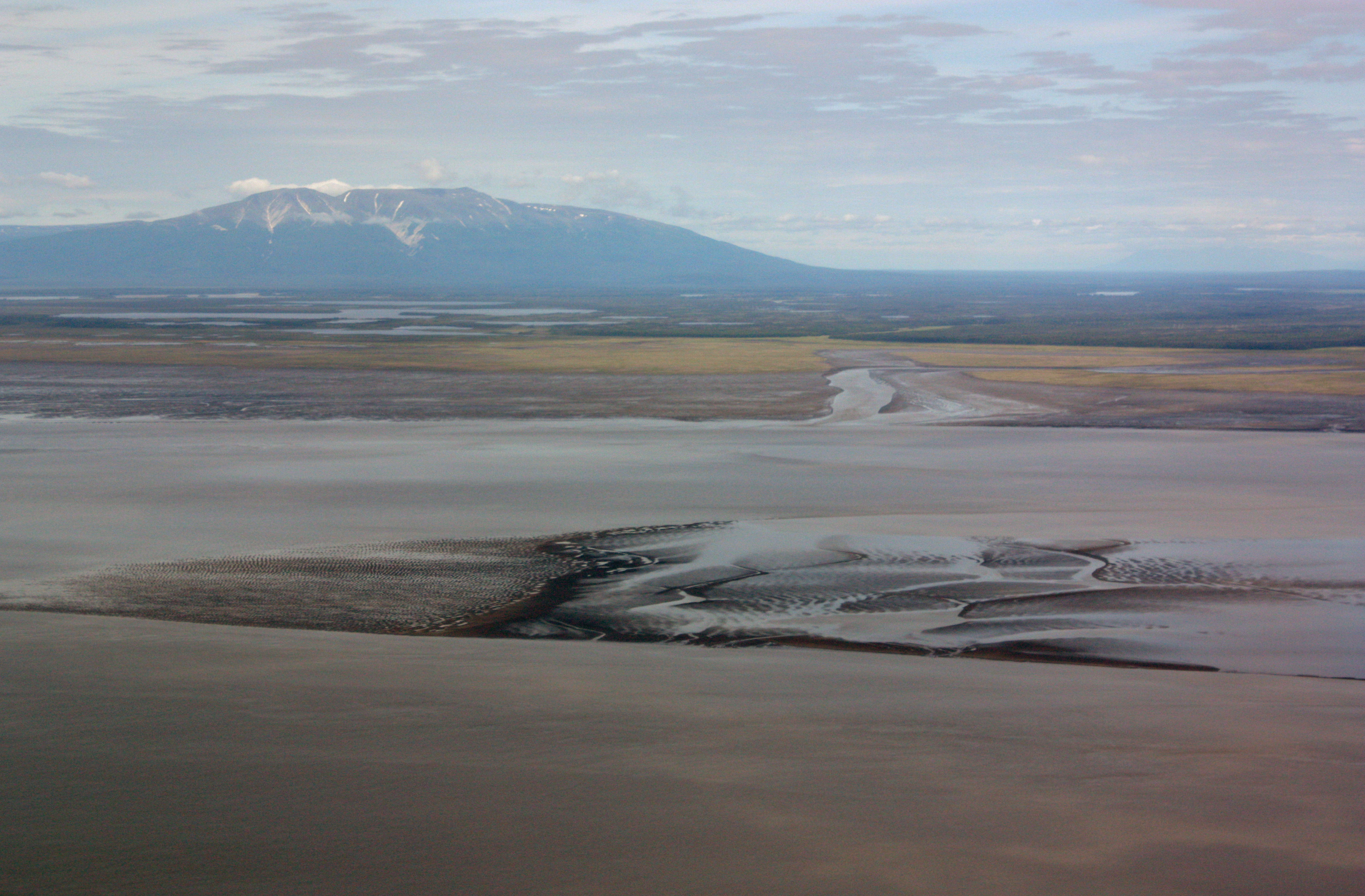
Delta do rio Susitna com o monte Susitna ao fundo.

## Geologia
A bacia do Susitna localiza-se cerca de 80 quilômetros ao norte de Anchorage. De acordo com uma avaliação do Serviço Geológico dos Estados Unidos (USGS) realizada em 2018, a região possui reservas de petróleo e gás natural tecnicamente recuperáveis, concentradas em rochas da era terciária (entre cerca de 66 e 2,6 milhões de anos atrás).

## Localização
O rio Susitna situa-se ao norte da Enseada de Cook, cerca de 35 quilômetros a nordeste de North Foreland. O Monte Susitna, um ponto de referência marcante na parte superior da enseada, localiza-se aproximadamente 10 quilômetros a oeste do rio Susitna, em um ponto a cerca de 21 quilômetros acima da foz.
Os canais que atravessam as planícies na foz do rio apresentam profundidades de até 60 centímetros durante a maré baixa, com alterações frequentes no inverno e na primavera devido à ação de gelo e cheias. Os canais situados acima da foz também sofrem modificações frequentes durante a primavera e o início do verão.
Lanchas navegam pelo rio Susitna até a confluência com o rio Yentna, cerca de 32 quilômetros acima da Enseada de Cook, e ocasionalmente seguem rio acima até as bifurcações do Yentna, a aproximadamente 105 quilômetros do ponto inicial. A influência das marés não se estende além de 11 quilômetros da foz, e, acima desse ponto, a corrente é veloz. Linhas de energia elétrica atravessam o rio cerca de 8 quilômetros acima da foz, com uma altura mínima de 11 metros.
Alexander é uma pequena localidade situada na margem oeste do Susitna, a cerca de 16 quilômetros da foz. Susitna localiza-se na margem leste, cerca de 29 quilômetros da foz, logo abaixo da desembocadura do rio Yentna. Lanchas operam entre essas comunidades e Anchorage, e o serviço postal é realizado duas vezes por mês por meio de aviões provenientes de Anchorage.
As planícies de Susitna estendem-se entre os rios Susitna e Little Susitna, localizando-se a leste deste último.
O farol de Susitna Flats, instalado a 5,8 metros acima do nível da água, é montado em uma torre metálica aberta (skeleton tower) e está equipado com um radar tipo balizador por radar.
O rio Little Susitna, situado cerca de 14 quilômetros a oeste de Point MacKenzie, é navegável durante a maré alta por embarcações de desembarque e botes leves (skiffs) ao longo de aproximadamente 13 quilômetros.
As profundidades na costa e na aproximação ao rio Little Susitna estão sujeitas a mudanças frequentes e significativas.

## Pontes
A ponte do rio Susitna é uma ponte ferroviária pertencente à Alaska Railroad, localizada na região centro-sul do Alasca. Ela cruza o rio Susitna na extremidade leste do Parque Estadual Denali, próximo à localidade de Gold Creek, e está incluída no Registro Nacional de Lugares Históricos dos Estados Unidos.
Sua construção ocorreu entre outubro de 1920 e fevereiro de 1921. A ponte possui 153 metros de vão central e 22 metros de altura máxima. Foi construída com 2.000 toneladas de aço, apoiadas em dois pilares de concreto com 15 metros de altura e seção transversal de 21 por 12 metros, cada um contendo cerca de 1.150 metros cúbicos de concreto. O local foi escolhido após três anos de observações sobre a formação de barreiras de gelo (ice jams) logo abaixo de uma curva do rio.
Mais ao sul, o rio também é atravessado pela George Parks Highway, nas proximidades de Talkeetna. A partir desse ponto, não há outras pontes sobre o Susitna, o que contribui para o isolamento geográfico da região sudoeste do Alasca.

## Congelamento
Entre aproximadamente 19 de outubro e 14 de novembro, o rio Susitna congela para o inverno. O degelo ocorre geralmente entre 12 de abril e 10 de maio.